# Handelsregisterwet
Met de Handelsregisterwet 2007 wordt in het Nederlandse recht gedoeld op de Wet van 22 maart 2007, houdende regels omtrent een basisregister van ondernemingen en rechtspersonen.

## Geschiedenis van de Handelsregisterwet
De eerste Handelsregisterwet dateert van 1921 en trad in werking samen met de Wet op de Kamers van Koophandel. Sinds de invoering van Boek 2 van het nieuwe Burgerlijk Wetboek gingen de Kamers van Koophandel naast het ondernemingsregister het Verenigingen- en Stichtingenregister bijhouden, hetgeen daarvoor sinds 1957 door het ministerie van Justitie was gedaan.

## Inhoud
De Handelsregisterwet trad in werking op 1 januari 2008 en verving de Handelsregisterwet 1996. De wet bevat bepalingen omtrent de verplichte inschrijving in het handelsregister bij de Kamers van Koophandel. Deze verplichting geldt niet alleen voor ondernemingen maar ook voor alle Nederlandse privaatrechtelijke én publiekrechtelijke rechtspersonen alsmede hun vestigingen. Privaatrechtelijke rechtspersonen zijn bijvoorbeeld verenigingen, stichtingen en andere privaatrechtelijke rechtspersonen zoals kerkgenootschappen. Publiekrechtelijke rechtspersonen zijn o.a. provincies, gemeenten en zogenaamde gemeenschappelijke regelingen. Zelfs voor ministeries en hun zogenaamde baten- en lastendienst(en) geldt de inschrijvingsplicht.

## Implementatiewet registratie uiteindelijk belanghebbenden van vennootschappen en andere juridische entiteiten
In juli 2020 is in werking getreden de Implementatiewet registratie uiteindelijk belanghebbenden van vennootschappen en andere juridische entiteiten. Hierin wordt onder meer geregeld dat In het handelsregister wordt opgenomen wie de uiteindelijk belanghebbende is of de uiteindelijk belanghebbenden zijn van vennootschappen of andere juridische entiteiten (UBO-register).
In 1997 trad de Handelsregisterwet 1996 in werking. Sindsdien maken verenigingen en stichtingen deel uit van het handelsregister.
De huidige Handelsregisterwet 2007 vervangt de Handelsregisterwet 1996.
Het Handelsregisterbesluit 2008 is een Algemene Maatregel van Bestuur gebaseerd op de Handelsregisterwet 2007. Dit uitvoeringsbesluit regelt meer in detail welke gegevens in het Handelsregister dienen te worden opgenomen.